# Bage
Le Bage est une  rivière du sud de la France, dans le département de l'Aveyron, et un sous-affluent de la Garonne par le Viaur, l'Aveyron et le Tarn. 

## Géographie
De 12,2 km de longueur, il prend sa source dans le Lévézou dans le département de l'Aveyron et se jette dans le Viaur en aval de Pont-de-Salars. Un barrage construit sur son lit a créé le lac de Bage, un des nombreux lacs du Lévézou.

## Principaux affluents
Deux petits ruisseaux alimentent le Bage :
- Le Lestang (4,6 km)
- Le Buscaylet (5,3 km)

## Départements et villes traversées
- Aveyron : Prades-Salars, Pont-de-Salars.